# Baeonoma leucodelta
Baeonoma leucodelta es una especie de polilla del género Baeonoma, orden Lepidoptera.
Fue descrita científicamente por Meyrick en 1914.

## Descripción
Su envergadura es de 7 mm.

## Distribución
Se encuentra en Guyana y Brasil.